# Chiggiogna
Chiggiogna est une localité et une ancienne commune suisse du canton du Tessin, située dans le district de Léventine

## Histoire
La commune connait un premier développement lors de la construction d'une gare de la ligne de chemin de fer reliant Lavorgo au col du Saint-Gothard. D’abord industrielle, elle se transforme progressivement en commune résidentielle. Le 5 juin 2005, les habitants acceptent en votation la fusion de leur commune avec celle de Faido ; cette fusion devient effective le 29 janvier de l'année suivante.